# Iteaceae
Classification APG III (2009)
Famille
La famille des Iteaceae (Itéacées) regroupe des plantes dicotylédones ; elle comprend une vingtaine d'espèces réparties en 2 à 3 genres.

## Étymologie
Le nom vient du genre-type Itea, issu du grec ιτέα / itea et du latin, nom du saule ou osier, donné à ce genre en raison de la rapidité de croissance de certaines espèces, et des marges des feuilles dentelées et  glandulaires, semblables à celles de saules.

## Classification
En classification phylogénétique APG II (2003) cette famille peut inclure (optionnellement) les plantes qui autrefois étaient assignées aux Pterostemonaceae.
Ce sont des arbres ou des arbustes, certains à feuilles persistantes, parfois parcheminées et épineuses, des régions tempérées à tropicales, originaires d'Asie, d'Amérique du Nord (côte est), d'Afrique tropicale et du sud.
La classification classique de Cronquist (1981) assigne ces plantes aux Grossulariacées.

## Liste des genres
La classification phylogénétique APG III (2009) inclut dans cette famille le genre Pterostemon, précédemment placé dans la famille Pterostemonaceae.
Selon NCBI (27 avr. 2010) (Plus conforme à APGIII puisqu'il incorpore le genre Pterostemon anciennement dans Pterostemonaceae) :
- genre Choristylis
- genre Itea
- genre Pterostemon (anciennement dans Pterostemonaceae)

Selon Angiosperm Phylogeny Website (27 avr. 2010) et DELTA Angio (27 avr. 2010) :
- genre Choristylis
- genre Itea

## Liste des espèces
Selon NCBI (27 avr. 2010) :
- genre Choristylis
  - Choristylis rhamnoides
- genre Itea
  - Itea ilicifolia
  - Itea japonica
  - Itea virginica
  - Itea yunnanensis
- genre Pterostemon
  - Pterostemon rotundifolius